# L'orbita spezzata
L'orbita spezzata (The Jagged Orbit) è un romanzo di fantascienza dello scrittore britannico John Brunner. È simile al suo precedente romanzo Tutti a Zanzibar come stile narrativo e nella sua visione distopica. Ha esattamente 100 capitoli titolati, che variano da diverse pagine a parte di una parola. Fu pubblicato per la prima volta nel 1969 con la copertina di Leo e Diane Dillon, nella collana Ace Science Fiction Specials di Ace Books.
L'orbita spezzata è stato nominato per il Nebula Award come miglior romanzo nel 1969 e ha vinto il BSFA Award per il miglior romanzo di fantascienza nel 1970.

## Trama
Stati Uniti, 2014. Le tensioni interrazziali hanno superato il punto di rottura. Un cartello simile alla mafia, i Gottschalks, sta sfruttando questa situazione per vendere armi a chiunque sia in grado di comprarle. Una spaccatura si sviluppa all'interno del cartello, tra i vecchi conservatori e gli ambiziosi tirapiedi preparati a usare una nuova tecnologia informatica.
La narrazione si sviluppa seguendo personaggi diversi. James Reedeth è un giovane psicologo del principale istituto di salute mentale di New York, disincantato dal suo lavoro e dal suo datore di lavoro, il venerato Elias Mogshack. Lyla Clay è una "pitonessa", una giovane donna in grado di metabolizzare alcune droghe psichedeliche per entrare in trance e fare previsioni inconsce. Matthew Flamen, uno "spoolpigeon" (una varietà di giornalista investigativo), sta lottando per mantenere il suo lavoro, e con il suo comportamento ossessivo ha spinto sua moglie nel manicomio del Dottor Mogshack.
La trama è concepita per riunire i fili e risolvere le questioni con una lunga discussione tra Flamen, Reedeth, Lyla Clay, Pedro Diablo (la controparte afro-americana di Flamen), Xavier Conroy (critico di lunga data di Mogshack) e Harry Madison (un ex paziente al manicomio di Mogshack).

## Edizioni
- John Brunner, L'orbita spezzata, Milano, Urania Collezione, 2017,  p. 289.